# Pentila dama
Pentila dama är en fjärilsart som beskrevs av Suffert 1904. Pentila dama ingår i släktet Pentila och familjen juvelvingar. Inga underarter finns listade i Catalogue of Life.